# Lateinische Paläografie
Als lateinische Paläografie (wissenschaftlich Paläographie) bezeichnet man die Lehre von der Geschichte der handgeschriebenen und in Inschriften überlieferten lateinischen Schrift. Der Forschungsgegenstand umfasst sowohl lateinische Monumental- und Buchschriften wie auch lateinische Gebrauchs-, Kanzlei- und Urkundenschriften. Die Geschichte der gedruckten lateinischen Schrift, vor allem Inkunabeln, ist hingegen ein Gegenstand der Paläotypie.
Das Adjektiv „lateinisch“ bezieht sich auf das lateinische Schriftsystem auf Basis des lateinischen Alphabets und nicht etwa auf die Sprache. Dies ist vor allem bei der lateinischen Schrift relevant, weil diese zum Schreiben sehr vieler verschiedener Sprachen verwendet wird. Diese haben oftmals länder- und sprachspezifische Anpassungen (siehe Liste lateinischer Alphabete), ohne aber dabei die Schrift grundlegend zu ändern.

## Geschichte der lateinischen Schrift

### Antike
Die Geschichte der lateinischen Schrift beginnt mit der Übernahme eines griechischen Alphabets. Eines der ältesten Denkmale der lateinischen Schrift ist der Lapis Niger (etwa 600 v. Chr. oder etwas später).
In der römischen Antike waren zunächst Capitalis-Schriften für die Bücher in Gebrauch. Für geschäftliches Schreiben (Behörden, private Verträge usw.) verwendete man die ältere und die jüngere römische Kursive. In der nachchristlichen Zeit entstanden aus diesen Kursiven die Unziale und die erste Minuskelschrift in der Geschichte der lateinischen Schrift, die Halbunziale.

### Mittelalter
Aus der jüngeren römischen Kursive entwickelten sich im 6. bis 8. Jahrhundert eine Vielfalt an regionalen Schreibstilen, den sogenannten „Nationalschriften“ oder „vorkarolingischen Schriften“, wie die Beneventana, die insulare Halbunziale, die insulare Minuskel oder die westgotische Schrift. Über ganz Europa verbreitete sich seit dem Ende des 8. Jahrhunderts schließlich die karolingische Minuskel, die über vier Jahrhunderte fast die einzige lateinische Buch- und Urkundenschrift blieb.
Seit dem Ende des 11. Jahrhunderts verbreitet sich von Nordfrankreich ausgehend ein neuer Schreibstil, der in gitterartigen Buchstaben mit gebrochenen Schäften geschrieben wird, die gotische Minuskel. Im 13. Jahrhundert entwickelte sich für geschäftliches Schreiben auch wieder eine Kursivschrift, die gotische Kursive. Im 15. Jahrhundert gesellte sich noch eine Vielfalt an Mischschriften zwischen der gotischen Kursive und der gotischen Minuskel hinzu, die Bastardschriften.
Gegen Ende des 14. und am Anfang des 15. Jahrhunderts griffen die italienischen Humanisten um Coluccio Salutati wieder auf ältere Schriftformen zurück und belebten die karolingische Minuskel als humanistische Minuskel wieder. Zur humanistischen Minuskel schuf Niccolò Niccoli auch eine Geschäftsschrift, die humanistische Kursive.

### Neuzeit
Die humanistische Minuskel war die Grundlage für die Antiqua-Typen des Buchdrucks. Die Bastardschrift der Reichskanzlei war Vorbild der Fraktur. Als Schreibschrift setzte sich außerhalb Deutschlands die auf der humanistischen Kursive beruhende lateinische Schreibschrift durch, in Deutschland die auf der gotischen Kursive beruhende deutsche Kurrentschrift.

## Wissenschaftsgeschichte
Die Geschichte der lateinischen Schrift wird seit dem 17. Jahrhundert systematisch erforscht. Der Mauriner-Mönch Jean Mabillon (1632–1707) erstellte in seinem diplomatischen Werk „De re diplomatica libri VI“ eine Schriftgeschichte und gab vielen Schriften bis heute verwendete Namen. Seit dem Beginn des 20. Jahrhunderts konzentriert sich die paläografische Forschung darauf, die einzelnen Schreibschulen (Skriptorium) zu untersuchen, in denen die lateinische Schrift im Mittelalter gepflegt und fortentwickelt wurde. Berühmt für sein fotografisches Gedächtnis und seine umfassenden paläografischen Kenntnisse ist Bernhard Bischoff (1906–1991). Methodisch führte Bischoff die Ansätze seines Lehrstuhlvorgängers Ludwig Traube fort, der feinere Entwicklung der Schriftformen durch Zuweisung von Schriftformen an bestimmte Skriptorien untersuchte.
Die Analyse der spätmittelalterlichen Schriften ist insbesondere durch das Ordnungssystem von Gerard Isaac Lieftinck (1902–1994) befördert worden, dessen auf drei klaren Merkmalen (doppelstöckiges/einfaches a, langes/kurzes s, Schleifenbildung an den Oberlängen) aufgebautes System ebenso heftige Kritik wie erfolgreiche Weiterentwicklung von Johann Peter Gumbert (1936–2016) und Albert Derolez gefunden hat.